# Suiza en los Juegos Paralímpicos de Barcelona 1992
Suiza estuvo representada en los Juegos Paralímpicos de Barcelona 1992 por un total de 41 deportistas, 36 hombres y cinco mujeres.

## Medallistas
El equipo paralímpico suizo obtuvo las siguientes medallas:
| Nombre                                                    | Deporte                   | Evento                                                  |
| --------------------------------------------------------- | ------------------------- | ------------------------------------------------------- |
| Oro                                                       |                           |                                                         |
| Heinz Frei                                                | Atletismo                 | 800 m TW3 masculino                                     |
| Heinz Frei                                                | Atletismo                 | 5000 m TW3-4 masculino                                  |
| Heinz Frei                                                | Atletismo                 | Maratón TW3-4 masculino                                 |
| Heinz Jakob                                               | Atletismo                 | Disco THW2-3 masculino                                  |
| Heinz Jakob                                               | Atletismo                 | Peso THW3 masculino                                     |
| Urs Kolly                                                 | Atletismo                 | Disco THS3 masculino                                    |
| Plata                                                     |                           |                                                         |
| Eva Burgunder                                             | Atletismo                 | Peso THW7 femenino                                      |
| Rainer Küschall                                           | Atletismo                 | 800 m TW1 masculino                                     |
| Rainer Küschall                                           | Atletismo                 | 1500 m TW1 masculino                                    |
| Rainer Küschall                                           | Atletismo                 | 5000 m TW1 masculino                                    |
| Rainer Küschall                                           | Atletismo                 | Maratón TW1 masculino                                   |
| Lukas Christen                                            | Atletismo                 | 100 m TS1 masculino                                     |
| Lukas Christen                                            | Atletismo                 | 200 m TS1 masculino                                     |
| Giuseppe Forni                                            | Atletismo                 | 200 m TW1 masculino                                     |
| Jean-Marc Berset                                          | Atletismo                 | 800 m TW3 masculino                                     |
| Heinz Frei                                                | Atletismo                 | 10 000 m TW3-4 masculino                                |
| Hans Santschi                                             | Atletismo                 | Salto de altura J1 masculino                            |
| Daniel Kamm Rainer Küschall Peter Schmid Franz Weber      | Atletismo                 | 4 × 400 m TW1-2 masculino                               |
| Daniel Kunzi                                              | Natación                  | 50 m libre S7 masculino                                 |
| Toni de Biasi Hans Guggisberg Peter Kaser Adrian Mosimann | Ciclismo en ruta          | Contrarreloj tándem por equipos clase abierta masculino |
| Rosa Zaugg                                                | Tenis de mesa             | Individual 5 femenino                                   |
| Hans Rosenast Rolf Zumkehr                                | Tenis de mesa             | Equipo 1 masculino                                      |
| Bronce                                                    |                           |                                                         |
| Daniela Jutzeler                                          | Atletismo                 | 100 m TW4 femenino                                      |
| Giuseppe Forni                                            | Atletismo                 | 100 m TW1 masculino                                     |
| Giuseppe Forni                                            | Atletismo                 | 1500 m TW1 masculino                                    |
| Giuseppe Forni                                            | Atletismo                 | Maratón TW1 masculino                                   |
| Rainer Küschall                                           | Atletismo                 | 400 m TW1 masculino                                     |
| Giuseppe Forni Daniel Kamm Peter Schmid Franz Weber       | Atletismo                 | 4 × 100 m TW1-2 masculino                               |
| Heinz Frei Daniel Bogli Guido Muller Urs Scheidegger      | Atletismo                 | 4 × 100 m TW3-4 masculino                               |
| Alfredo Battistini                                        | Levantamiento de potencia | +100 kg masculino                                       |
| Daniel Kunzi                                              | Natación                  | 50 m mariposa S7 masculino                              |
| Daniel Kunzi                                              | Natación                  | 200 m estilos SM7 masculino                             |
| Fredy Widmer                                              | Natación                  | 100 m espalda S9 masculino                              |
| Fredy Widmer                                              | Natación                  | 100 m mariposa S9 masculino                             |
| Marcel Andrey                                             | Tenis de mesa             | Individual 3 masculino                                  |